# Maireana triptera
Maireana triptera là loài thực vật có hoa thuộc họ Dền. Loài này được (Benth.) Paul G. Wilson mô tả khoa học đầu tiên năm 1975.